# Färgkod
Denna artikel behandlar hur färg används som kod för någonting. Koder som anger själva färgen behandlas i artikeln Färgsystem.
Färgkoder kan användas på många olika sätt. Det är i grunden fråga om klassificering av något. Man kan skilja mellan tre olika huvudgrupper:
- Klassificering av någon egenskap, attribut
- Indelning efter värde, variabel
- Märkning för att visa funktion

Hur dessa märkningar anbringas på komponenterna i form av olika antal prickar och breda eller smala ringar etc och tolkningen av detta är en hel vetenskap.

## Elektriska komponenter
Tabellen nedan visar internationell färgstandard för att indikera siffervärden. Serien går från svart till vitt via spektralfärger i samma ordning som i regnbågen. De två följande kolumnerna anger förkortad kod för beskrivning av färgen i text, till exempel på monokroma ritningar. Om toleransmärkning saknas avses 20 %.
| #    | Färg    | Svenska | Engelska | Tolerans (%)         | Kommentar                   | Minnesramsa för att komma ihåg lättare | Bilder till minnesramsa |
| ---- | ------- | ------- | -------- | -------------------- | --------------------------- | -------------------------------------- | ----------------------- |
| 0    | Svart   | SV      | BK       |                      |                             | Svarta troll är noll.                  | VIOLETT                 |
| 1    | Brun    | BR      | BR       |                      |                             | En brun björn.                         | VIOLETT                 |
| 2    | Röd     | RÖ      | RD       |                      |                             | Två röda läppar.                       | VIOLETT                 |
| 3    | Orange  | OR      | OR       |                      |                             | Tre orange apelsiner.                  | VIOLETT                 |
| 4    | Gul     | GU      | YE       |                      |                             | Det gula huset har fyra hörn.          | VIOLETT                 |
| 5    | Grön    | GN      | GN       |                      |                             | Fem gröna fingrar.                     | VIOLETT                 |
| 6    | Blå     | BL      | BU       |                      |                             | Blås-sextett.                          | VIOLETT                 |
| 7    | Violett | VL      | VL       |                      |                             | Violett har sju bokstäver.             | VIOLETT                 |
| 8    | Grå     | GÅ      | GY       |                      |                             | Grå råtta rimmar på åtta.              | VIOLETT                 |
| 9    | Vit     | VT      | WT       |                      |                             | Vita katter har nio liv.               | VIOLETT                 |
|      | Silver  |         |          | 10                   | (Om använt som fjärde band) |                                        | VIOLETT                 |
| 0,1  | Silver  |         |          |                      | (Om använt som tredje band) |                                        | VIOLETT                 |
|      | Guld    |         |          | 5                    | (Om använt som fjärde band) |                                        | VIOLETT                 |
| 0,01 | Guld    |         |          |                      | (Om använt som tredje band) |                                        | VIOLETT                 |
|      | Skär    |         |          | Högprecision (≤ 2 %) |                             |                                        |                         |

Det finns flera metoder att uttrycka en komponents värde med fler än en siffra:
- Vid ett äldre system anger komponentens grundfärg den första siffran, färg runt om komponentens ena ände den andra siffran, och slutligen en färgprick nära komponentens mitt det antal nollor, som ska fogas till de två första siffrorna. Exempel: Ett motstånd med grundfärg gul, bandfärg violett, prickfärg orange har värdet 47 000 ohm = 47 kiloohm. Om motståndet är helt brunt utan att andra färger syns, ska det tolkas som brunt band och brun prick på brun grundfärg, d.v.s. 110 Ω.

- Vid ett nyare system har grundfärgen ingen betydelse, men det finns 3 eller flera band asymmetriskt anbringade på komponenten. Med bandänden till vänster avläses siffrorna från vänster till höger. Exempel: Om färgerna på ett motstånd är från vänster röd, röd, gul ska detta tolkas som 220 000 Ω = 220 kΩ. För kondensatorer underförstås alltid att avläst värde avser pikofarad, d.v.s. 10–12 farad. Om ett fjärde band är silver eller guld avser det procentuell tolerans. Om fjärde bandet är något annat än silver eller guld är det fråga om en komponent med snävare angivet värde, där de 3 första banden anger värdets 3 första siffror, och det fjärde bandet antalet nollor, som ska fogas till de tre första. Exempel: Färgerna på ett motstånd är från vänster brun, röd, violett, orange; värdet är 127 kΩ.

- Ovanstående ska ses om exempel. Det finns ett flertal andra varianter med en mängd prickar på rad i en viss ordning. Tolkning av detta är en hel vetenskap, och för detta hänvisas till special-litteratur.

- På antika komponenter (äldre än början på 1900-talet) kan det förekomma ett H, som ska tolkas som hundra och ett T, som ska tolkas som tusen.

## Funktion
- För färgen på ledningsparter i kablar som ska anslutas till någon form av anslutningslist eller till stift i ett mångpoligt kontaktdon eller dylikt gäller att svart ledare ansluts till kontaktpunkt (stift, hylsa etc) nr 0, brun till kontaktpunkt 1, röd till kontaktpunkt 2 etc.
När antalet kontaktpunkter är större än 9 tar man en ledning med en viss grundfärg och förser den med en längsgående rand i avvikande färg. Numreringen blir på följande sätt:

| Grundfärg brun | Grundfärg brun  | Grundfärg röd | Grundfärg röd   |  |
| Tilläggsfärg   | Sifferbetydelse | Tilläggsfärg  | Sifferbetydelse |  |
| -------------- | --------------- | ------------- | --------------- |  |
| –              | –               | Brun          | 21              |  |
| Röd            | 12              | –             | –               |  |
| Orange         | 13              | Orange        | 23              |  |
| Gul            | 14              | Gul           | 24              |  |
| Grön           | 15              | Grön          | 25              |  |
| Blå            | 16              | Blå           | 26              |  |
| Violett        | 17              | Violett       | 27              |  |
| Grå            | 18              | Grå           | 28              |  |
| Vit            | 19              | Vit           | 29              |  |
| O.s.v..        |                 |               |                 |  |

- För L M Ericsson-produkter betyder "zebra-randig" ledning röd–vit–röd–vit…  + (plus) och blå–vit–blå–vit… — (minus).

- För rörbestyckade apparater betyder de olika färgerna detta:

| Svart   | Jord, skärm, apparatstomme |
| Brun    | Glödström                  |
| Röd     | Anod (+)                   |
| Orange  | Skärmgaller (+)            |
| Gul     |                            |
| Grön    | Styrgaller                 |
| Blå     |                            |
| Violett | Negativ spänningsmatning   |
| Grå     | Växelströmsmatning         |
| Vit     | Styrledning, t e till relä |
- För transistorbestyckade apparater gäller motsvarande i tillämpliga delar, d.v.s. transistorns bas motsvarar rörets styrgaller o.s.v..

## Färgkoder på kablar i lågspänningsanläggningar
Standard för färgkoder på kablar i lågspänningsanläggningar (exempelvis elinstallationer 230V i hemmet) är:
| Färg                  | Beskrivning |
| Röd                   | Gammal jordstandard, men kan även vara tändtråd i installationer före 1970-talet och bör undvikas. |
| Grön/Gul              | Får inte vara något annat än skyddsjord. |
| Grön/Gul med blå tejp | PEN-ledare (kombinerad nolla och jord). |
| Blå                   | Nolla ska vara blå, eller nummermärkt med blå markering i båda ändar.[källa behövs] Tändtråd tillåts vara blå i utanpåliggande installationer mellan kopplingsdosa och omkopplare om ingen nolla behövs. |
| Brun                  | I första hand fas ett. Kan dock vara tändtråd i installationer gjorda 1970-2002. |
| Svart                 | I första hand tändtråd[källa behövs] eller fas två. Kan dock vara nolla i installationer gjorda före 1970.                                                                                               |
| Gul                   | Tändtråd.[källa behövs] Får ej användas då den kan förväxlas med grön/gul. |
| Vit                   | Tändtråd, men även fas i installationer före 1970-talet. Kan vara nolla i äldre installationer.[källa behövs]                                                                                            |
| Orange                | Tändtråd. I skåp används orange för extern spänning som inte bryts av skåpets huvudbrytare.[källa behövs] Undvik orange som tändtråd inne i skåp t.ex. från intervallur ("timers").[källa behövs]        |
| Violett               | Tändtråd.[källa behövs] |
| Grå                   | Tändtråd eller fas tre. |
| Grön                  | Tändtråd.[källa behövs] Får ej användas då den kan förväxlas med grön/gul. |

## Årsmärke vid bilbesiktning
| Gul  | Grön | Röd  | Blå  | Lila |
| ---- | ---- | ---- | ---- | ---- |
| 1974 | 1975 | 1976 | 1977 | 1978 |
| 1979 | 1980 | 1981 | 1982 |      |
| 1983 | 1984 | 1985 | 1986 |      |
| 1987 | 1988 | 1989 | 1990 |      |
| 1991 | 1992 | 1993 | 1994 |      |
| 1995 | 1996 | 1997 | 1998 |      |
| 1999 | 2000 | 2001 | 2002 |      |
| 2003 | 2004 | 2005 | 2006 |      |
| 2007 | 2008 | 2009 | 2010 |      |

Från 2011 och senare används ej längre årsmärken med färgkod.

## Färgkoder för återvinning
Olika kodsystem är i bruk, det här verkar vara det vanligaste för hushållsavfall, kompletterat med Förpacknings & Tidningsinsamlingens system, som enbart inriktar sig på en del avfallstyper. Även kompletterat med San Sacs system.
| Färg   | Avfall        | Förpacknings & Tidningsinsamlingen | San Sac                          |
| ------ | ------------- | ---------------------------------- | -------------------------------- |
| Blå    | Papper        | Pappersförpackningar, tidningar    | Tidningar, papper, wellpapp      |
| Grå    | Metall        | Metallförpackningar                | Metall/skrot                     |
| Vit    | Plast         | Glas, ofärgat                      | Textilier, grovsopor, deponi     |
| Grön   | Glas          | Glas, färgat                       | Glas                             |
| Gul    | Textil        |                                    |                                  |
| Orange | Brandfarligt  | Plastförpackningar                 | Brännbart, trä, plast            |
| Röd    | Miljöfarligt  |                                    | Farligt avfall, batterier        |
| Brun   | Komposterbart |                                    | Matavfall, trädgårdsavfall       |
| Lila   |               |                                    | Ljuskällor, vitvaror, elektronik |

## Färgkoder för säkringar

### Diazedsäkringar
Storlekar:
- 4 A gänga I
- 6 A … 25 A gänga II
- 35 A och 50 A gänga III, vanligen som servissäkringar

| Färg         | Strömstyrka     |                                              |
| ------------ | --------------- | -------------------------------------------- |
| Skär         | 2 A             | Kan förekomma även i gänga II                |
| Brun         | 4 A             | Föråldrat. Förr vanligt i 220 V-anläggningar |
| Grön         | 6 A             |                                              |
| Röd          | 10 A            |                                              |
| Svart        | 13 A            | Ny från 2008. Passar i 10 A bottenkontakt    |
| Grå          | 16 A            | Förr 15 A                                    |
| Blå          | 20 A            |                                              |
| Gul          | 25 A            |                                              |
| Svart        | 32, 35 och 40 A |                                              |
| Vit          | 50 A            |                                              |
| Kopparfärgad | 63 A            |                                              |

### Fordonssäkringar

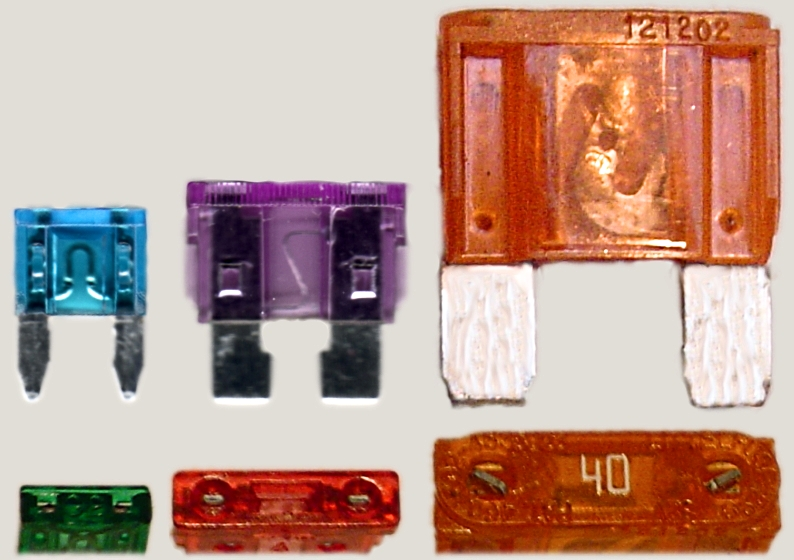
Bilsäkringar av knivtyp.

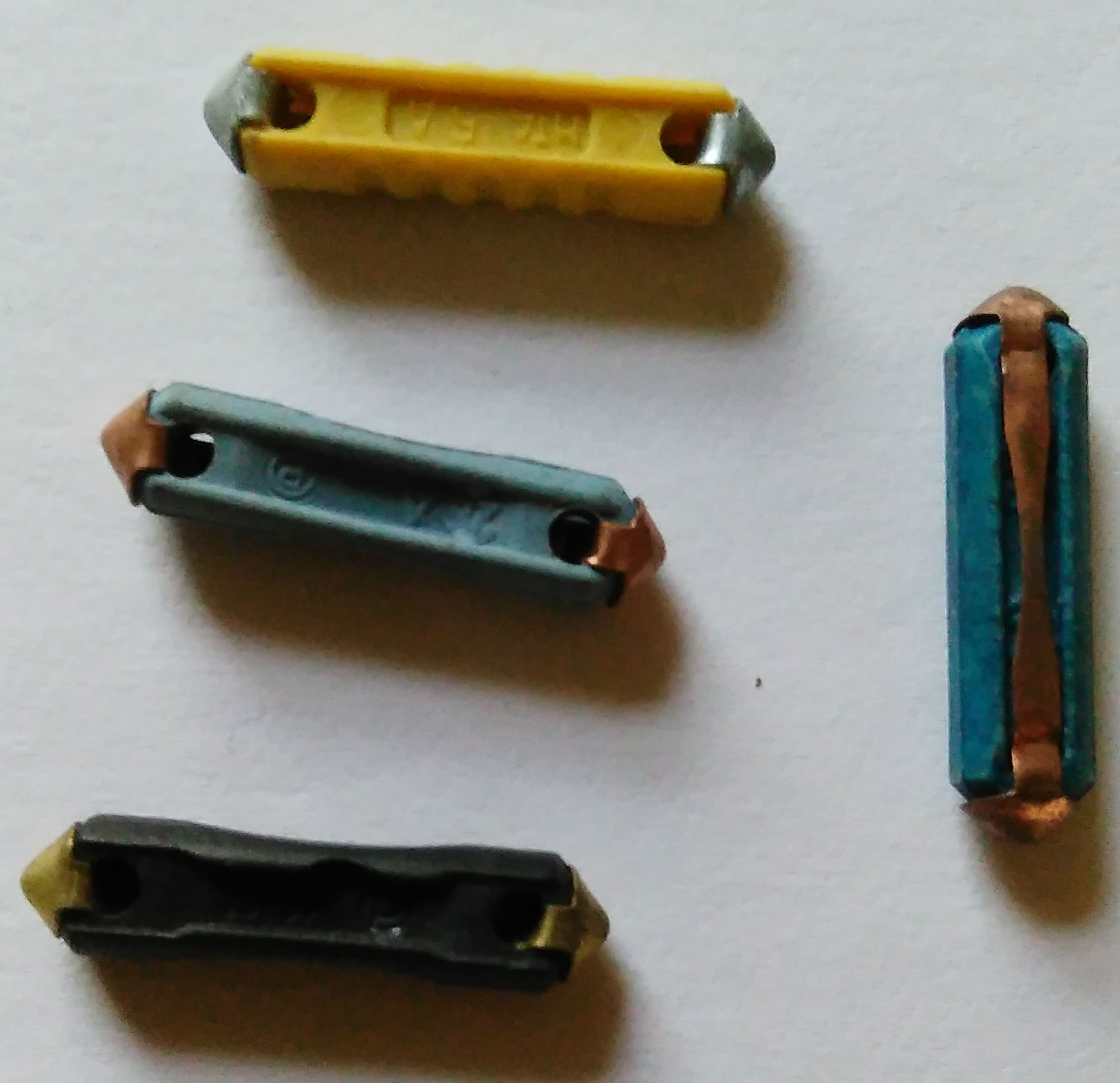
Porslinssäkringar.

#### Knivtyp
Dessa förekommer i tre storlekar; den största i äldre fordon. I nyare fordon någon av de mindre typerna. Ett krav för denna typ av säkring är att det ofrånkomliga spänningsfallet ska vara så lågt som möjligt.
Säkringarna sitter ganska hårt fast i sina hållare och tätt tillsammans, varför det är svårt att med fingrarna dra ut dem. Ett litet hjälpverktyg för bekväm utdragning finns ofta inlagt i säkringslådan.
| Färg                            | Strömstyrka |
| ------------------------------- | ----------- |
| Svart                           | 1 A         |
| Grå                             | 2 A         |
| Violett                         | 3 A         |
| Rosa                            | 4 A         |
| Ljusbrun (beige) eller orange   | 5 A         |
| Mörkbrun                        | 7,5 A       |
| Röd                             | 10 A        |
| Blå                             | 15 A        |
| Gul                             | 20 A        |
| Vit eller ofärgad (transparent) | 25 A        |
| Grön                            | 30 A        |
| Orange                          | 40 A        |
| Röd                             | 50 A        |
| Blå                             | 60 A        |

#### Porslinssäkringar
I veteranfordon förekommer cylindriska porslinssäkringar med koniska metallhylsor på ändarna. En säkringstråd utanpå porslinet förenar ändhylsorna. Säkringens värde (amperetalet) anges med en upphöjd siffra i porslinet.  Det vanligaste värdet är 8 A. Denna säkringstyp saknar standardiserad färgkod.

## Hårdmetall
Färgkoder för märkning av verktyg. 
| Färg          | Färg | Färg | Färg | Ståltyp                       | Användningsområde |
| ------------- | ---- | ---- | ---- | ----------------------------- | --- |
|               |      |      |      |                               | |
| Grå           |      |      |      | F1                            | Särskilt slitstark och värmebeständig för finbearbetning av stål med höga skärhastigheter                                                                                                 |
| Svart         |      |      |      | S1                            | Mycket slitstark för fin- och grovbearbetning av stål |
| Vit           |      |      |      | S2                            | Slitstarkt och segt för fin- och grovbearbetning av stål |
| Röd           |      |      |      | S3                            | För bearbetning av mjukt stål |
| Grön          |      |      |      | S4                            | Mycket seg och slitstark för bearbetning av stål. Segare men mindre slitstark än S2 |
| Orange        |      |      |      | S5                            | Utomordentligt seg för bearbetning av stål med mycket stora spånareor, låga skärhastigheter och ogynnsamma arbetsbetingelser                                                              |
| Grön-grå-grön |      |      |      | SU41 (Tidigare benämning S41) | För bearbetning av stål och gjutjärn med finfördelade slitande beståndsdelar, rostfritt stål                                                                                              |
| Röd-blå-röd   |      |      |      | SU4                           | Som SU41, men segare |
| Blå           |      |      |      | G1                            | Segare men mindre slitstark än H1 för grovbearbetning av gjutjärn, koppar, aluminium m m                                                                                                  |
| Brun          |      |      |      | G2                            | Mycket seg för bearbetning av trä och träskivor. Även lämpligt för slagverktyg såsom bergborrar och verktyg för stenbearbetning                                                           |
| Brun-vit-brun |      |      |      | G3                            | Mycket seg för icke skärande bearbetning såsom stansning, stukning, pressning. Spånskärande för mjukt trä Även lämpligt för slagverktyg såsom bergborrar och verktyg för stenbearbetning. |
| Gul           |      |      |      | H1                            | Mycket slitstarkt och segt för fin- och grovbearbetning av gjutjärn, kopparlegeringar, aluminium, aluminiumlegeringar, glas, porslin, sten, pressmassor                                   |
| Gul–svart–gul |      |      |      | H2                            | Mera slitstarkt men mindre segt än H1. För bearbetning av synnerligen hårt slitande pressmassor. För finsvarvning och arborrning av hårt gjutjärn samt högt kisellegerat aluminium        |
| Grön–gul–grön |      |      |      | H3                            | För bearbetning av mycket hårt gjutjärn |

## Färgkoder för ostar
De flesta svenska osttillverkarna har samma färg på etiketterna för de vanligaste ostarna. 
| Ost         | Färg   | Tillverkare                                                                                              |
| ----------- | ------ | --- |
| Präst       | Svart  | Arla, Falbygdens Ost, Falköpings Mejeri, Ica, Kvibille, Norins, Norrmejerier, Skånemejerier, Wernerssons |
| Grevé       | Blå    | Arla, Falbygdens Ost, Ica, Kvibille, Norins, Norrmejerier, Skånemejerier, Wernerssons                    |
| Herrgård    | Grön   | Arla, Falbygdens Ost, Ica, Norins, Norrmejerier, Skånemejerier, Wernerssons                              |
| Gouda       | Röd    | Arla, Ica, Skånemejerier, Wernerssons                                                                    |
| Hushållsost | Röd    | Arla, Ica, Wernerssons                                                                                   |
| Svecia      | Orange | Arla, Falbygdens Ost, Norins                                                                             |